# Cosmosoma perfenestratum
Cosmosoma perfenestratum là một loài bướm đêm thuộc phân họ Arctiinae, họ Erebidae.